# Vezon (Belgique)
Pour les articles homonymes, voir Vezon.
Vezon est une section de la ville belge de Tournai, située en Région wallonne dans la province de Hainaut.
C'était une commune à part entière avant la fusion des communes de 1977.

## Évolution démographique
- Sources : INS, Rem. : 1831 jusqu'en 1970 = recensements, 1976 = nombre d'habitants au 31 décembre.

## Économie

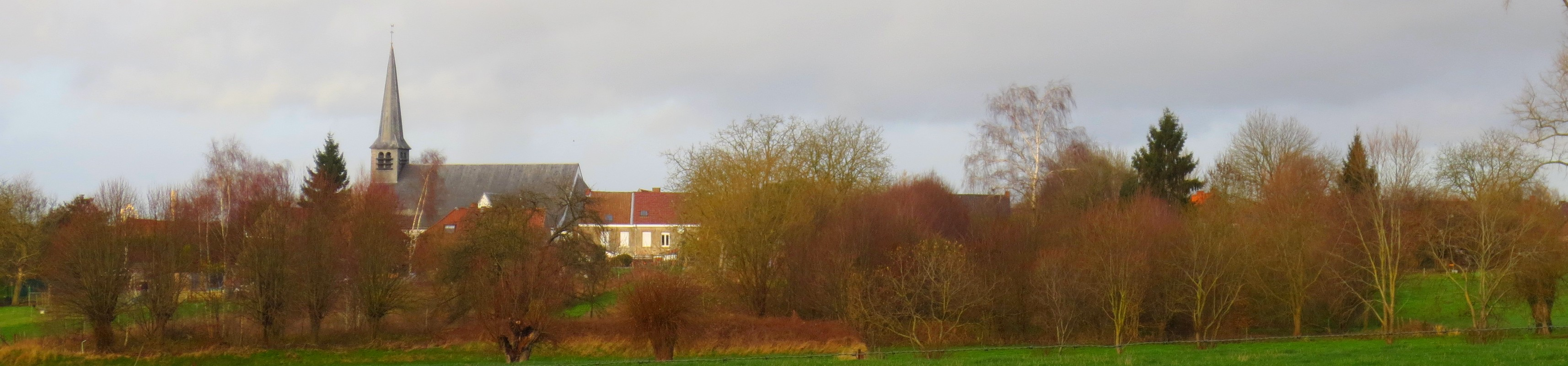
Vezon.

## Vie associative
C'est à Vezon que se trouve le siège des scouts de la 28e Escaut.
Ce village a un milieu associatif très actif, Vezon Accueille, s'occupe de créer des liens entre les habitants du village par la mise en place d'activités ponctuelles tout au long de l'année tels que la chasse aux œufs, la fête du village avec son rallye vélo ou le souper des ainés à Noël. Il y a 2 écoles primaires dans le village, une communale (Les crayons de soleil) et une de l'enseignement libre (École Saint-Joseph)

Fin août, le festival de musique Terratertous réuni les amateurs de musique des 4 coins du grand Tournai.